# Luidia porteri
Luidia porteri is een kamster uit de familie Luidiidae.
De wetenschappelijke naam van de soort werd in 1917 gepubliceerd door A.H. Clark.